# Spathius acclivis
Spathius acclivis är en stekelart som beskrevs av Shi och Chen 2004. Spathius acclivis ingår i släktet Spathius och familjen bracksteklar. Inga underarter finns listade i Catalogue of Life.